# نهائي كأس فلسطين لأندية قطاع غزة 2017–18
نهائي كأس فلسطين لأندية قطاع غزة 2017–18 هو النهائي المصغر لنهائي كأس فلسطين 2018 وكان النهائي يجمع بين شباب رفح و شباب خانيونس.

## الفرق
| الفريق       | المحافظة | عدد مرات الوصول (الخط الغليظ يشير إلى بطل تلك النسخة) |
| ------------ | -------- | ----------------------------------------------------- |
| شباب خانيونس | خانيونس  | 2 (2000 ، 2016)                                       |
| شباب رفح     | رفح      | 7 (1995 ، 1999 ، 2000 ، 2003 ، 2005 ، 2012 ، 2017)    |

## الوصول إلى النهائي
| شباب خانيونس   | شباب خانيونس    | شباب خانيونس | شباب رفح       | شباب رفح          | شباب رفح    |
| الفريق         | النتيجة         | الدور        | الفريق         | النتيجة           | الدور       |
| -------------- | --------------- | ------------ | -------------- | ----------------- | ----------- |
| خدمات النصيرات | 3–0             | دور ال32     | أهلي بيت حانون | 1–0               | دور ال32    |
| نماء           | 0–0 (ض.ج) (5–3) | دور ال16     | غزة الرياضي    | 2–2 (ض.ج) (12–11) | دور ال16    |
| الأمل          | 3–1             | ربع النهائي  | خدمات رفح      | 1–0               | ربع النهائي |
| شباب جباليا    | 2–2 (ض.ج) (3–1) | نصف النهائي  | الصداقة        | 2–0               | نصف النهائي |

## المباراة
| ش.خانيونس                 | 2 – 0 | ش.رفح |
| ------------------------- | ----- | ----- |
| أبو عبيدة 8' · القوقا 15' | تقرير |       |

| شباب خانيونس | شباب رفح |